# Prothoe regalis
Prothoe regalis is een vlinder uit de familie van de Nymphalidae. De wetenschappelijke naam van de soort is voor het eerst geldig gepubliceerd in 1885 door Arthur Gardiner Butler.